# Franciszkowo (Wydminy)
Franciszkowo est un village polonais de la voïvodie de Varmie-Mazurie, dans le powiat de Giżycko.